# Renville (Minnesota)
Renville – miasto w Stanach Zjednoczonych, w stanie Minnesota, w hrabstwie Renville.